# Гримелсхаузен (награда)
Литературната награда „Гримелсхаузен“ (на немски: Grimmelshausen-Preis) е учредена през 1993 г. и се присъжда на всеки две години. Отличието носи името на писателя Ханс Якоб Кристофел фон Гримелсхаузен, автор на „Приключенията на Симплицисимус“.
Наградата е в размер на 10 000 €.

## Носители на наградата (подбор)
- Михаел Кьолмайер (1997)
- Роберт Менасе (1999)
- Адолф Мушг (2001)
- Бригите Кронауер (2003)
- Феридун Заимоглу (2007), Зилке Шойерман (поощрение)
- Райнхард Иргл (2009)
- Петер Курцек (2011)
- Роберт Зееталер (2015)
- Кристоф Хайн (2017)